# Front Hel·lènic
Front Hel·lènic (grec Ελληνικό Μέτωπο) fou un partit polític grec d'ideologia nacionalista fundat el 1994, que es proposa augmentar la consciència nacional i inspirar llibertat, creativitat i desenvolupament mitjançant el revertiment del que considera com a dependència de les economies i ideologies estrangeres. Advoca per la creació d'un Front Nacional d'Oposició per a construir una alternativa creïble i eficaç a l'actual sistema bipartidista.
En afers socials, ha donat suport les polítiques populistes com el restabliment de la pena de mort (abolida fa temps a Grècia), especialment per als traficants de droga. El seu president ha estat l'advocat Markos Voridis.
Va obtenir el 0,12% dels vots a les eleccions europees de 1999; el 0,18% dels vots a les eleccions legislatives gregues de 2000, i una mitjana d'1,4% a les eleccions locals de 2002, (0,9%, a Atenes, l'1,2% al Pireu, l'1,2% a Salònica, el 4,5% a Karditsa, i el 2,2% a Àtica Oriental). A les eleccions legislatives gregues de 2004, el Front va rebre el 0,09% dels vots, un resultat que el va portar a dissoldre el partit i unir-se al Reagrupament Popular Ortodox.